# Nikola Sedlak
Nikola Sedlak est un joueur d'échecs serbe né le 13 décembre 1983 à Subotica. Grand maître international depuis 2003, il a remporté le championnat de Serbie d'échecs en 2010 et la médaille d'or individuelle au quatrième échiquier lors de l'Olympiade d'échecs de 2014 à Tromsø.
Au 1er février 2018, il est le quatrième joueur serbe avec un classement Elo de 2 596 points.
En 2007, il remporte le championnat  open de l'Union européenne à Arvier, à égalité avec Michele Godena (qui reçoit le titre de champion, comme membre de l'Union européenne).

## Compétitions par équipe
Nikola Sedlak a participé à 5 olympiades :
- en 2006 (6 / 12 au deuxième échiquier de l'équipe de Serbie-et-Monténégro) ;
- en 2010, au premier échiquier de la Serbie ;
- en 2012 et  2014, au quatrième échiquier de la Serbie (médaille d'or individuelle en 2014 avec 6,5 points sur 8)[2] ;
- en 2016, au troisième échiquier serbe[3].